# سالوني أسواني
سالوني أسواني هي عارضة وممثلة هندية، ولدت في 1 يونيو 1977 بأولهاسنغر في الهند.

## وصلات خارجية
- سالوني أسواني على موقع IMDb (الإنجليزية)
- سالوني أسواني على موقع قاعدة بيانات الفيلم (الإنجليزية)